# Fjord

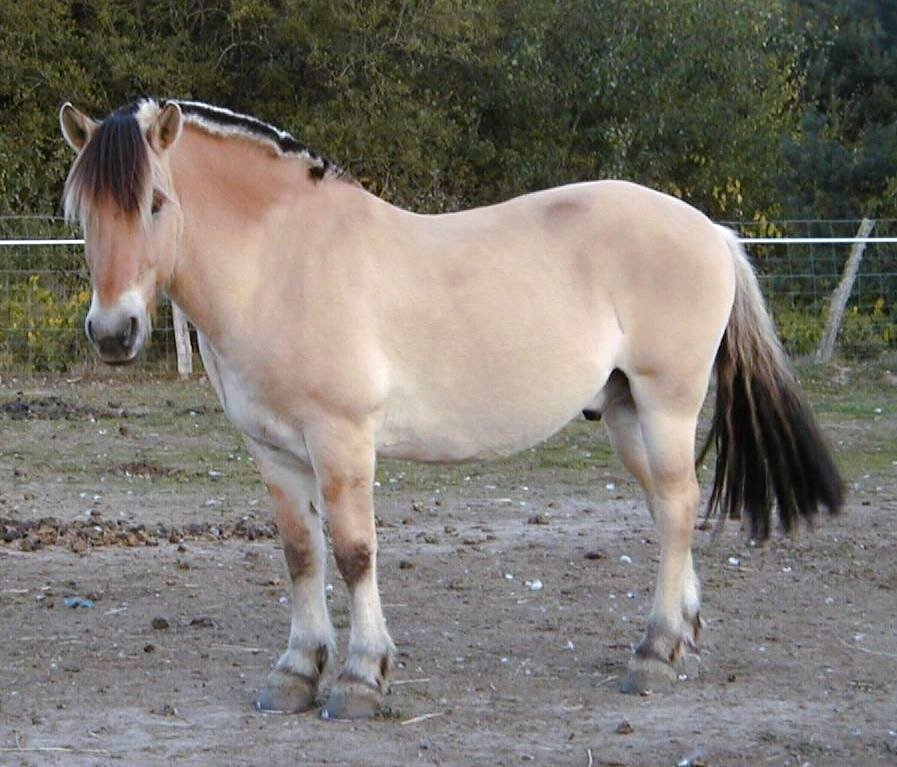
Esemplare maschio di Fjord

Il Fjord è un cavallo dall'aspetto particolare che si ritiene popoli la Norvegia e probabilmente altre zone della Scandinavia fin dall'epoca preistorica. Pur assomigliando al Przewalski (il cavallino selvatico dell'Asia), a un esame più attento se ne differenzia per alcuni tratti sostanziali. Facendo un confronto con quello originario, infatti, si nota che, a esclusione della testa, il Fjord attuale è molto meno pesante e risulta del tutto simile a un pony nella taglia e nel fisico.

## Caratteristiche della razza
- Tipo: mesomorfo

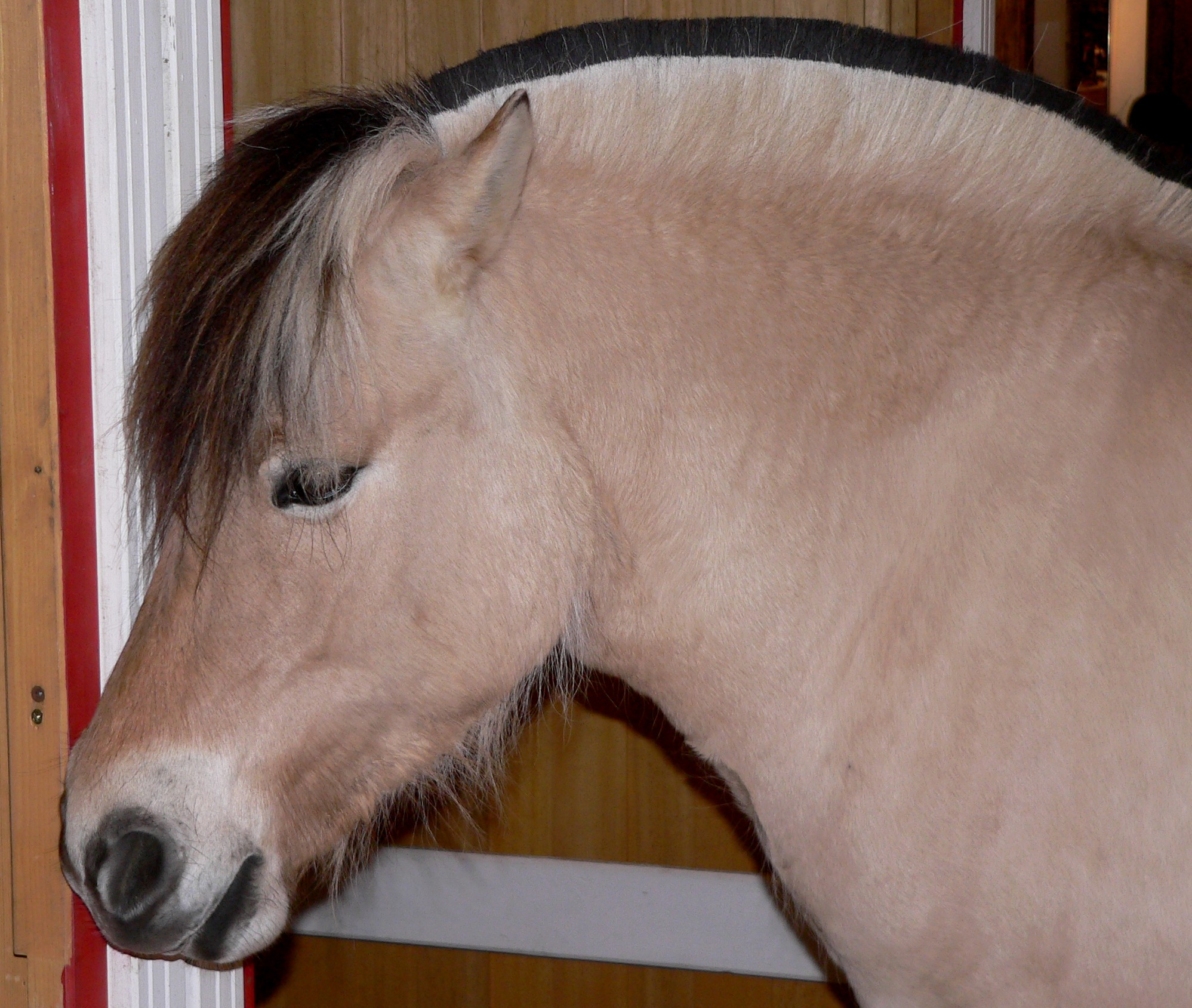
Testa di Fjord. Al centro, la criniera è molto più scura dei lati

- Altezza al garrese: preferibilmente 130 – 147 cm (ma non ci sono limiti precisi)
- Peso: 360 – 450 kg
- Mantello: falbo con tratti distintivi delle razze primitive, spesso con striscia mulina e crini nero-argento.

L'aspetto di questa razza è molto distinto: infatti pur essendo un cavallo da tiro, possiede una maggiore agilità e una minore misura.

Massiccio e muscoloso, questa razza ha gambe corte e forti, con nodelli robusti e zoccoli sani. Il collo è arcuato e forte, la testa, di dimensioni medie, è caratterizzata da una fronte larga e piatta, orecchie piccole e occhi grandi. Il profilo del muso è dritto o leggermente appiattito.

Nonostante le sue dimensioni modeste, questo tipo di cavallo è perfettamente in grado di trainare grossi pesi e di portare sul dorso un uomo adulto. Il manto d'inverno diventa particolarmente spesso e pesante.
La criniera è pesante, spessa e lunga, color crema ai lati e nera al centro, ma di solito viene tosata in un taglio caratteristico che cresce lungo il collo tra i due e i quattro centimetri, in maniera da farla stare dritta ed enfatizzare così la curvatura del collo. Questo taglio particolare, oltre a facilitare la strigliatura, mette in risalto l'aspetto robusto del collo e l'intera lunghezza della spina dorsale.

Sebbene gli individui di questa razza rientrino nei parametri d'altezza per un pony, il Fjord viene tutt'oggi considerato un "cavallo".
Viene reputato generalmente come un cavallo dal buon temperamento.

### Colore
Tutti i cavalli di razza Fjord hanno il mantello falbo, in inglese chiamato dun, cioè un colore tendente al marrone o all'oro o con sfumature più scure (solitamente nere o marrone scuro) che richiamano il colore del manto dei cavalli primitivi. Per quanto riguarda zone di pelo più chiaro, viene accettata solo una piccola stella bianca. Gli zoccoli spesso sono scuri, ma possono essere anche di colore marrone-grigiastro negli esemplari di più chiari.

Gli standard di razza riconoscono cinque variazioni di tonalità

Il 90% dei cavalli Fjord sono color bay dun o falbo, mentre il restante 10% si divide in red dun, sorcino (detto anche grullo), uls dun e yellow dun.

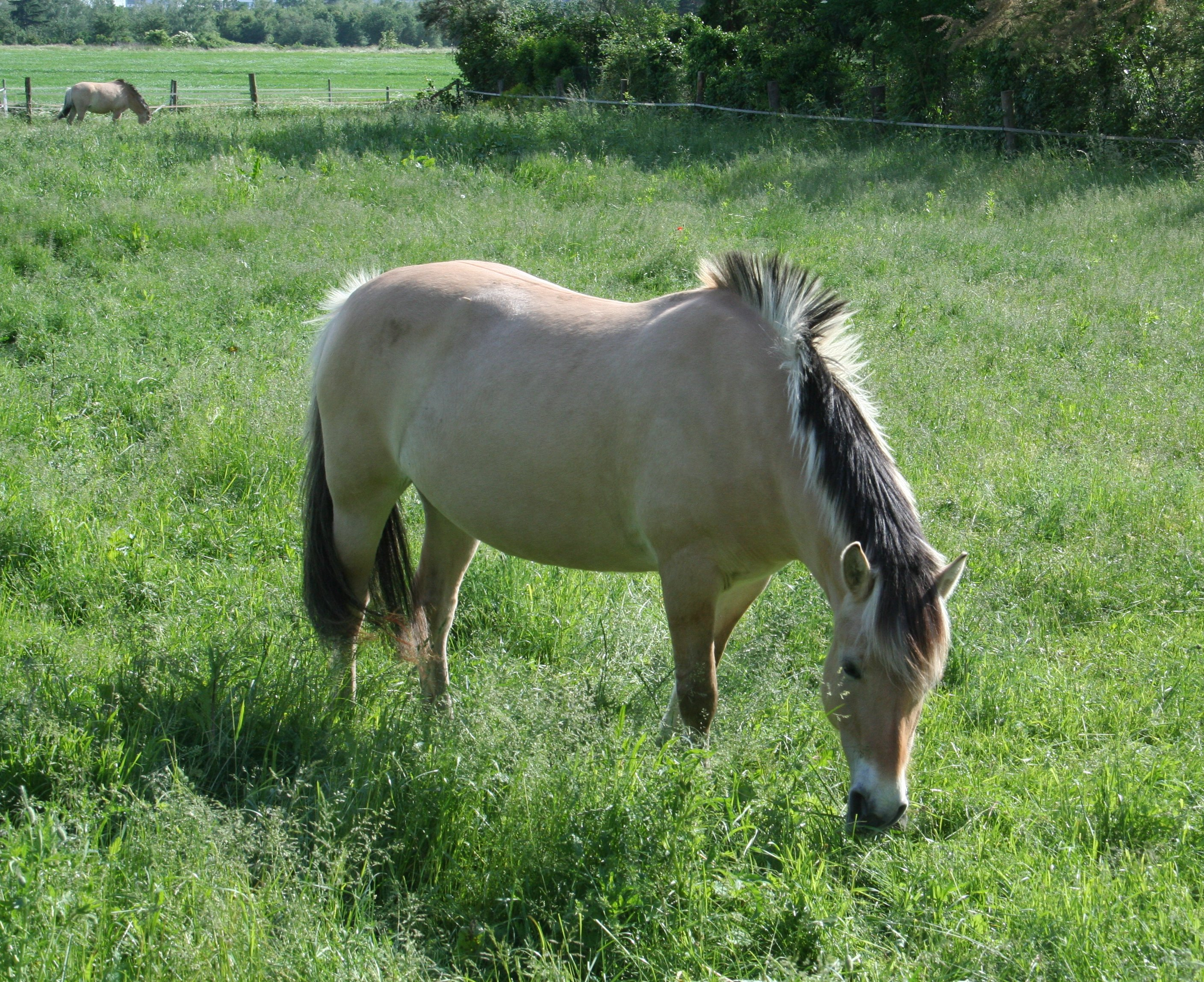
Esemplare brumblakk al pascolo

Il colore dun è difficile da distinguere se non si possono confrontare direttamente due cavalli di differenti tonalità. I termini con cui si indicano i colori del mantello sono non-standard, comparati alla terminologia inglese, più comunemente usata in altre razze. La differenza si basa sui termini norvegesi originali, coniati nel 1922, e la loro traduzione inglese che risale solo al 1980.
- Falbo: detto anche brunblakk, è la tonalità più diffusa. Il colore del mantello è marrone-giallastro pallido, e può variare dal crema a quasi un sauro molto chiaro. ]. Estremità, sebrature e riga mulina generalmente di colore nero o marrone scuro. Il resto della coda e della criniera è generalmente color crema o bianco, anche se può essere più scuro in individui di tonalità meno chiaro. Il colore di base è il baio diluito dal gene dun.

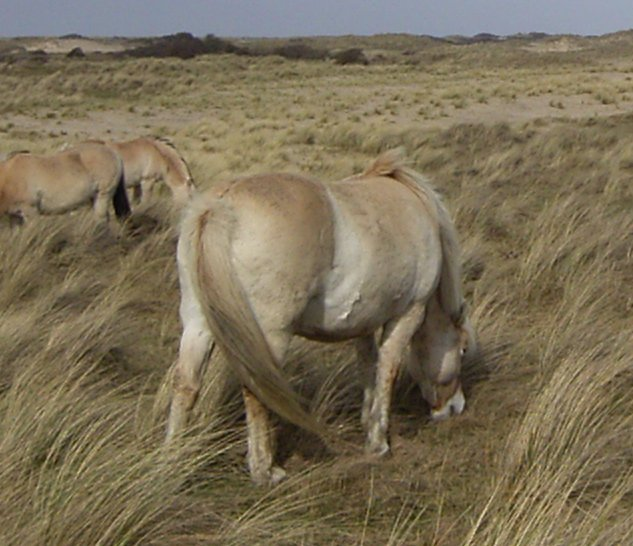
Esemplare di colore red dun

- Red Dun: detto anche rødblakk, si tratta di una sfumatura di colore oro pallido.

Linea mulina, zebrature, e altri tratti che rimandano il mantello alle colorazioni dei cavalli primitivi, sono sempre rosse o marrone-rossicce, o comunque sempre più scure del colore del corpo. Mai nere.

Il resto della coda e della criniera è color crema, anche se si possono riscontrare casi in cui entrambe siano completamente bianche. Come per i cavalli red dun di altre razze, il colore base è il sauro, mentre il gene diluente è il dun.

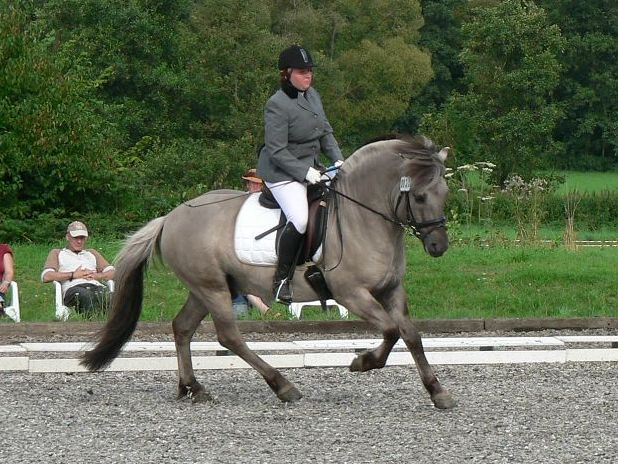
Cavallo Fjord color sorcino

- Sorcino o grullo: o anche grå, è un colore le cui sfumature variano dall'argento molto chiaro al grigio ardesia. Linea mulina e zebrature sono grigio scuro o nere. Il resto della coda, della criniera e del ciuffo sono più chiari del resto del corpo, e possono apparire di un grigio molto tenue. Il termine gråblakk viene a volte usato per descrivere questa tonalità, ma presso gli allevatori di cavalli Fjord, questa nomenclatura è sbagliata.

Il colore sorcino è il risultato della diluizione tra il gene dun e il colore base morello
- Uls Dun: detto anche ulsblakk, presenta il corpo color crema, linea mulina e zembrature sono tendenti al nero o nerastre. Il resto della coda e della criniera presenta una tonalità più chiara rispetto al corpo. La pigmentazione, che in altri casi viene anche detta isabella, geneticamente deriva da una dominanza incompleta del gene cremello su un colore baio diluito.
- Yellow Dun: detto anche gulblakk, è la tonalità più rara che un cavallo Fjord possa avere. Il colore red dun viene diluito a sua volta dal gene gremello, che fa assumere al corpo una tonalità crema molto chiara. Zembrature e linea mulina sono assenti e criniera e coda possono essere completamente bianche.

#### Kvit
Quando il gene cremello si presenta sotto il genotipo cCr, ogni altro pigmento si diluisce, dando origine a un cavallo dal mantello color crema chiaro e occhi azzurri. Questo colore, detto kvit, nelle altre razze di cavalli viene chiamato perlino, cremello o smoky cream. Come per il yellow dun, zebrature e linea mulina sono indistinguibili o sono appena visibili.

Tra i Fjord, questa tonalità era strettamente indesiderata e, a causa di una selezione mirata contro di essa, oggi è molto rara. Tuttavia si tratta di una colorazione normale all'interno del pool genico dei cavalli, in quanto la natura del gene "cremello" si può rivelare statisticamente ogni volta che si accoppiano due cavalli entrambi portanti il gene, come un ulsblakk e/o un gulblakk.

## Storia
Il Fjord è una delle razze più antiche e pure del mondo. Si sa che i cavalli popolano la Norvegia fin dalla fine dell'ultima Era Glaciale, e che gli antenati di questa razza vi migrarono e furono addomesticati più di 4000 anni fa. Gli scavi archeologici condotti negli antichi insediamenti vichinghi hanno rilevato che questa razza è stata selezionata minimo 2000 anni fa.
I Fjord sono raffigurati in duri combattimenti sin dai tempi più remoti nei dipinti d'epoca vichinga.
In passato il combattimento a cavallo era di usanza popolare e diffusa in tutti i Paesi del Nord. Era considerato sia uno sport sia una prova di coraggio e forza. Migliaia di anni trascorsi in un ambiente montuoso hanno reso questa razza perfettamente adatta al tipo di habitat. I Fjord e i loro antenati, infatti, vengono usati da centinaia di anni come animali da lavoro soprattutto nella Norvegia occidentale. Anche più tardi come durante la seconda guerra mondiale questi cavalli si rivelarono utili soprattutto sui terreni di montagna.

## Impiego
Grazie alla capacità di affrontare le avverse condizioni meteorologiche e la determinazione nell'attraversare i territori più aspri e accidentati, il Fjord si è dimostrato anche un ideale compagno per l'uomo e un impareggiabile cavallo da soma sui sentieri di montagna. Grazie alla sua forza, infatti, può venire tranquillamente usato per svolgere lavori pesanti come arare i campi o trascinare legname. È inoltre abbastanza leggero e agile da venire considerato un buon cavallo sia da traino sia da equitazione. Viene comunemente usato in tutto, dalle gare al trasporto turistico in Norvegia. Per quanto riguarda le competizioni, viene particolarmente adoperato negli attacchi.
Al giorno d'oggi, il cavallo Fjord è uno tra i preferiti nelle scuole d'equitazione, dato che il suo temperamento mite e le sue piccole dimensioni lo rendono adatto sia ai bambini sia alle persone diversamente abili (ippoterapia).